# Coleophora tripoliella
Coleophora tripoliella é uma espécie de mariposa do gênero Coleophora pertencente à família Coleophoridae.
O nome científico do gênero foi publicado pela primeira vez de forma válida por Jacob Hübner em 1797.